# Сема, Антон Александрович
Антон Александрович Сема (Пустой шаблон {{ВД-Преамбула}} ) — российский гребец. Мастер спорта России. Выступал за клуб «Динамо».
Бронзовый призёр юношеского чемпионата мира 1995 года в Польше. Участник Олимпийских игр 1996 года в Атланте, где занял 16-е место в одиночке.
После завершения карьеры спортсмена перешёл на тренерскую деятельность.
Сын советских гребцов Александра Семы и Галины Ермолаевой.